# Schönberg (Holstein)
Schönberg (Holstein) è un comune di 6 347 abitanti dello Schleswig-Holstein, in Germania.
Appartiene al circondario (Kreis) di Plön (targa PLÖ) ed è parte della comunità amministrativa (Amt) di Probstei.